# واين ويلسون (لاعب كرة قدم أمريكية)
واين ويلسون (بالإنجليزية: Wayne Wilson)‏ هو لاعب كرة قدم أمريكية أمريكي، ولد في 4 سبتمبر 1957 في مقاطعة مونتغومري في الولايات المتحدة.

## وصلات خارجية
- واين ويلسون على موقع مرجع كرة القدم المحترفة.كوم (الإنجليزية)